# Absolute Radio Hits 1
Absolute Radio Hits 1 er et dansk opsamlingsalbum udgivet i 2003 af NOW Music i serien af Absolute-albums.

## Spor
1. Big Fat Snake – "One Night Of Sin"
2. Gudrun – "You're Mine"
3. Karen Busck – "Mit Hjerte Sidder Fast Nu"
4. The Collins – "Summerfly (Let It Shine)"
5. Melanie C – "On The Horizon"
6. Robbie Williams – "Feel"
7. Sanne Salomonsen – "Teardrops In Heaven"
8. Lars H.U.G. – "Save Me From This Rock'n'Roll"
9. Ronan Keating – "The Long Goodbye"
10. Julie – "Every Little Part Of Me"
11. Bent Fabric – "Jukebox"
12. Justin Timberlake – "Cry Me A River"
13. Marie Frank – "Whoops Wrong Daisy"
14. Macy Gray – "When I See You"
15. Westlife – "Tonight"
16. Kelly Rowland – "Stole"
17. Coldplay – "Clocks"
18. Blue feat. Elton John – "Sorry Seams To Be The Hardest Word"